# Zawalskoje
Zawalskoje (ros. Завальское) – wieś w Rosji, w obwodzie biełgorodzkim, w rejonie krasnogwardiejskim. W 2010 liczyła 380 mieszkańców.